# Spheractis
Spheractis is een geslacht van zeeanemonen uit de familie van de Actiniidae.

## Soort
- Spheractis cheungae England, 1992